# Harry Caray
Ne pas confondre avec Harry Carey.
Harry Caray (né Harry Christopher Carabina le 1er mars 1914 à Saint-Louis, Missouri, États-Unis et mort le 18 février 1998 à Rancho Mirage, Californie, États-Unis) est un commentateur sportif américain à la radio et à la télévision.
Il suit quatre clubs de la Ligue majeure de baseball, dont les Cardinals de Saint-Louis durant ses vingt-cinq premières premières années de carrière de 1945 à 1969, les Athletics d'Oakland pendant une saison, et les White Sox de Chicago pendant onze ans. Mais il est surtout identifié comme la voix des Cubs de Chicago dont il décrit les matchs de 1981 à 1997.
Caray a remporté plusieurs distinctions, notamment le prix Ford C. Frick qui lui est décerné par le Temple de la renommée du baseball en 1989.

## Carrière
Harry Caray grandit à Saint-Louis, où il voit le jour. Son père, un immigrant italien, meurt peu après. Sa mère, originaire de Roumanie, se remarie avec un Franco-américain, mais à la mort de celle-ci, alors que le jeune Harry n'est âgé que de 8 ans, il va vivre avec sa tante Doxie.
Harry Caray joue au baseball dans sa jeunesse. Joueur de deuxième but et arrêt-court, il est aussi frappeur ambidextre et il reçoit une bourse sportive de l'université de l'Alabama. Il doit cependant y renoncer, n'ayant pas les moyens financiers de payer son matériel scolaire, ni son hébergement. Il est fan des Cardinals de Saint-Louis dans son enfance.

### Débuts
Caray commence sa carrière d'animateur de radio à l'âge de 19 ans et fait ses premières armes à WCLS (en) (Joliet, Illinois),, puis en 1943 comme directeur des sports à WKZO (en) (Kalamazoo, Michigan). Il devient descripteur des matchs de basket-ball des Hawks de Saint-Louis (aujourd'hui les Hawks d'Atlanta) de la NBA, des matchs de football des Tigers du Missouri, et est au micro lors de trois éditions du Cotton Bowl. Il est aussi animateur lors des matchs des Flyers de Saint-Louis de la Ligue américaine de hockey.

### Cardinals et Browns de Saint-Louis
La carrière de Harry Caray démarre véritablement lorsqu'il devient animateur lors des matchs des Cardinals de Saint-Louis de la Ligue nationale de baseball en 1945. Il décrit son premier match pour WTMV (Saint-Louis) le 17 avril 1945, avec à ses côtés l'ancien joueur Gabby Street en guise d'analyste.
En 1945 et 1946, il décrit aussi les matchs des Browns de Saint-Louis, l'équipe représentant la même ville dans la Ligue américaine de baseball.
En 1946, les stations de radio décident de profiter de l'engouement de leurs auditeurs pour les Cardinals, qui connaissent une superbe saison (et remporteront à l'automne la Série mondiale). Pour ce faire, il fut décidé que lorsqu'ils joueraient loin de Saint-Louis et que les médiocres Browns étaient en congé, le match des Cardinals serait « recréé » sur les ondes des studios de Saint-Louis. Caray devait alors « décrire » l'action en se fiant sur les notes (tickers) d'un téléscripteur de Western Union, ce qu'il fit en inventant de toutes pièces certaines actions et en décrivant des spectatrices fictives « aux formes généreuses dans sa robe rouge, attrapant une fausse balle ». Son imagination le servit particulièrement bien lors des interruptions, fréquentes, de la machine qui s'enrayait, auquel cas il imagineait pour ses auditeurs des bagarres sur le terrain ou d'autres incidents absurdes

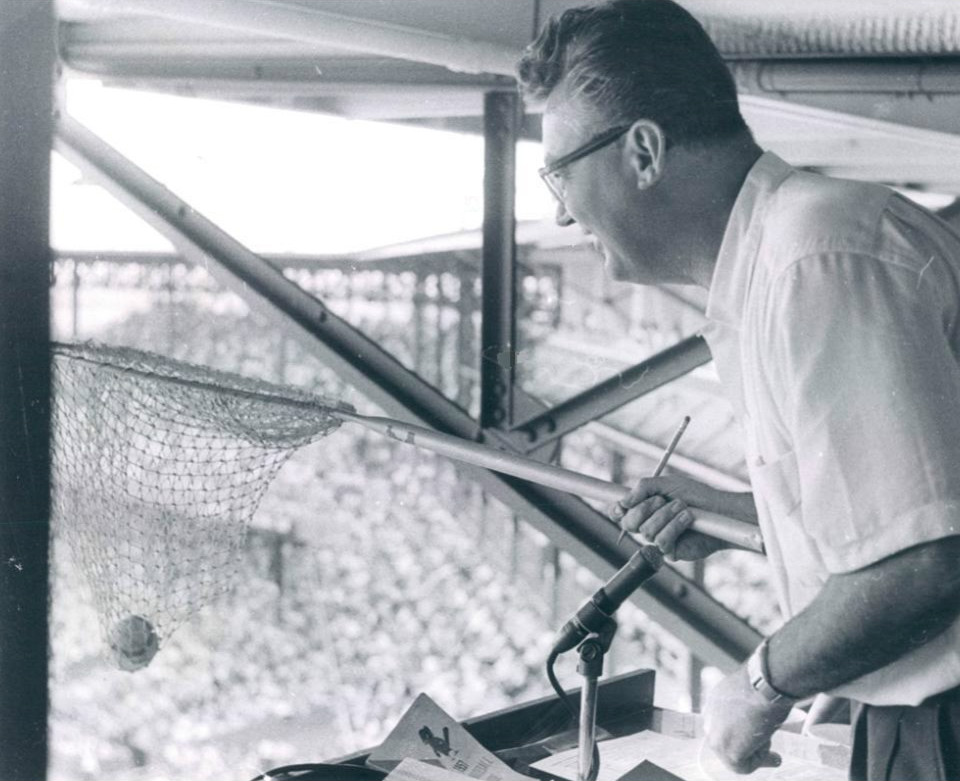
Harry Caray lors d'un match des Cardinals de Saint-Louis en 1957, attrapant de la galerie de presse une fausse balle à l'aide d'un filet de pêche.

En novembre 1968, Caray est sérieusement blessé lorsqu'il est happé par une voiture à Saint-Louis. Il a les deux jambes cassées dans la collision, mais récupère de ses blessures à temps pour être de retour au travail pour la saison 1969 des Cardinals.
Après 25 ans à couvrir les activités des Cardinals, Caray est congédié en octobre 1969 par le club, qui le remplace par son collègue Jack Buck. Il décrit trois triomphes des Cardinals en Série mondiale (1964, 1967 et 1968).
Caray est en brouille avec le propriétaire des Cardinals, Gussie Busch, le propriétaire des Cardinals, n'apprécie pas, selon Caray, ses critiques envers la gestion de l'équipe. Ses 25 années au micro des Cardinals représentent la plus longue période à laquelle il fut à l'emploi d'une équipe de la Ligue majeure de baseball.

### Athletics d'Oakland
Immédiatement après avoir quitté Saint-Louis, Harry Caray est engagé comme descripteur des matchs des Athletics d'Oakland. Celui que l'on était venu à surnommer Mr. Cardinal, est engagé par le propriétaire Charlie O. Finley pour un salaire de 75 000 dollars, en plus d'un compte de dépenses. Finley présente Caray comme « l'homme qui apportera autant de couleur au club que ses uniformes vert et or ». L'expérience n'est pas couronnée de succès : elle ne dure qu'une seule saison (1970) et se termine abruptement, Caray et Finley ne s'appréciant apparemment pas. Finley est cité pour avoir dit après son départ que « cette merde qu'il faisait à Saint-Louis ne fonctionnait pas ici » (That shit he pulled in St. Louis didn't go over here). Caray, en retour, n'apprécie pas l'ingérence de Finley et refusait de changer, malgré l'insistence de son patron, sa phrase fétiche en ondes (Holy Cow) pour Holy Mule, en référence à Charlie O. The Mule, une mule utilisée comme mascotte par les Athletics. Néanmoins, l'animosité entre les deux hommes n'étaient peut-être pas si grande, puisque Caray prit quelques années plus tard la défense de Finley dans son conflit avec le commissaire Bowie Kuhn, et que Finley approcha Caray pour le rengager en 1975.
Selon le journaliste Ron Fimrite du Sports Illustrated, l'expérience ratée tiendrait plus du fait que Finley espérait générer plus d'intérêt pour son club grâce à Caray qui, en retour, considérait plutôt Oakland comme un tremplin vers un meilleur emploi. Caray n'appréciait pas non plus l'attitude à son endroit de son collègue Monte Moore, un commentateur au style beaucoup plus conventionnel qui n'acceptait pas d'avoir été mis à l'écart au profit d'un animateur excentrique.

### White Sox de Chicago
La longue carrière de Harry Caray à Chicago, où il devient très populaire, débute en 1971 alors qu'il prend pour 11 saisons le poste de descripteur des matchs des White Sox de Chicago. Il collabore au départ avec plusieurs autres animateurs, avant de trouver le duo parfait avec l'ancien joueur Jimmy Piersall, qui le rejoint pour la première fois en ondes en 1976 et coanime avec lui à la radio et à la télévision à partir de 1977.
La longue affection des partisans de baseball de Chicago pour Harry Caray est facilitée par la proximité du personnage, bon vivant qui boit de la bière en ondes et anime les matchs du samedi après-midi assis dans les estrades populaires du Comiskey Park, souvent torse nu au milieu des spectateurs,,.

### Cubs de Chicago

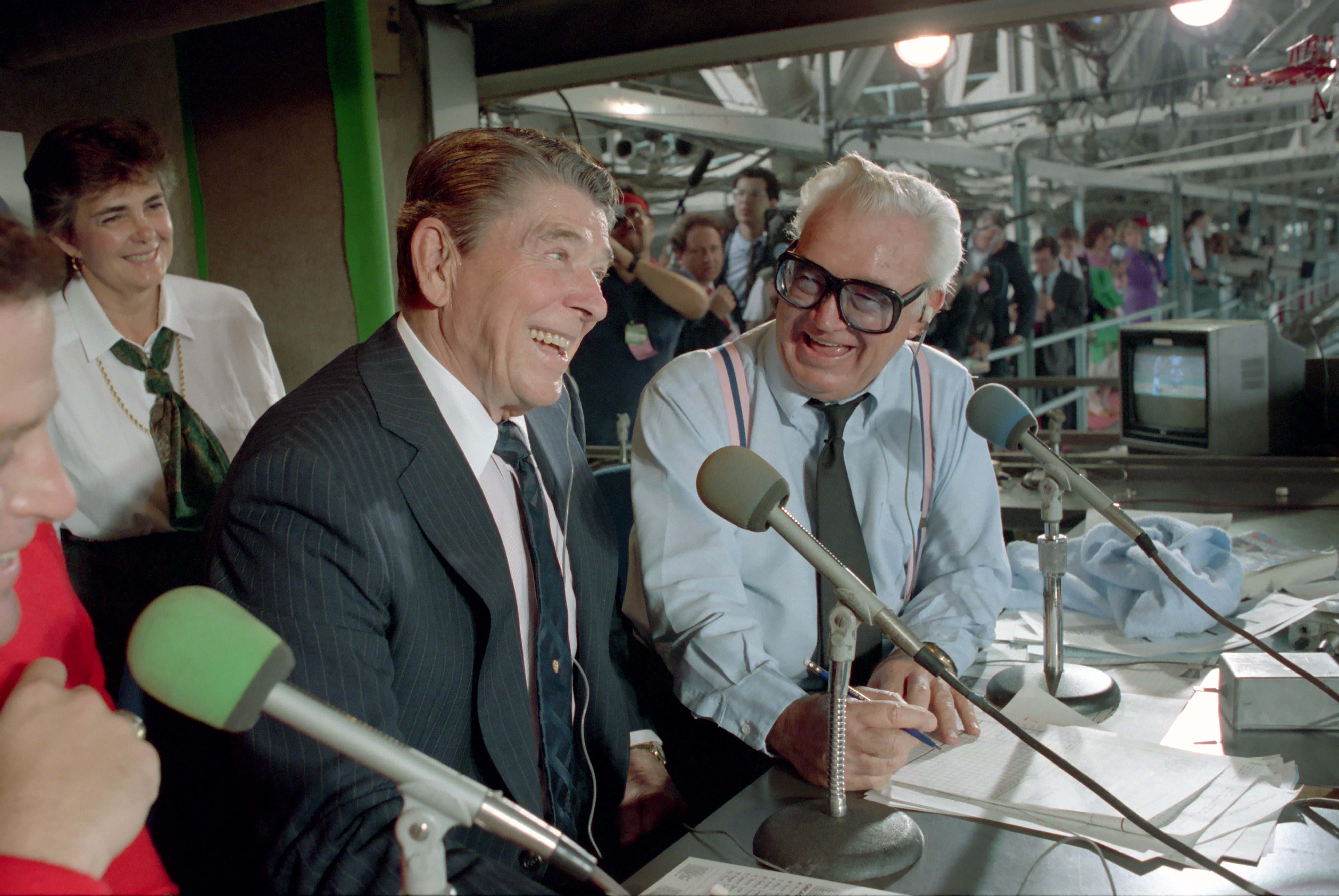
Ronald Reagan avec Harry Caray en 1988.

Du South Side de Chicago, où évoluent les White Sox de la Ligue américaine, Harry Caray passe au côté Nord et à Wrigleyville en 1982, alors qu'il devient descripteur des matchs des Cubs de Chicago. Il entre en ondes sur WGN-TV, une station à laquelle il était déjà affilié, puisqu'elle produisation les matchs télévisés des White Sox sur WSNS (en) depuis quelques années. WGN est l'une des premières « superstations » diffusées par câble, ce qui permet à Caray d'être entendu gratuitement à travers les États-Unis.
Caray décrit les matchs des Cubs de 1982 à 1997. Il fait durant 15 ans équipe avec l'analyste Steve Stone, qui agit comme moitié plus rationnelle du duo, aux côtés de l'exubérant Caray.
En février 1987, alors que Caray est en vacances à sa résidence hivernale de Palm Springs (Californie) en attendant le début de l'entraînement de printemps des Cubs, il est victime d'un accident vasculaire cérébral. Au cours des deux premiers mois de la saison régulière 1987, une variété d'animateurs se succèdent à la description des matchs des Cubs, mais Caray, malgré ses 73 ans et son style de vie échevelé, récupère remarquablement et recouvre rapidement la santé.
Au cours des dernières années, Caray se déplace moins avec les Cubs, et se contente en 1997, sa dernière saison, de décrire uniquement les matchs joués à Chicago.

#### La pause de la septième manche
Harry Caray est célèbre pour son interprétation de la chanson Take Me Out to the Ball Game à la pause de la septième manche des matchs des Cubs de Chicago. Cette tradition a cependant débuté quelques années plus tôt au Comiskey Park, le stade des White Sox, malgré Caray, qui avait rejeté par le passé l'idée qui lui avait été suggérée de chanter pour le public. L'animateur avait l'habitude de chanter sur la galerie de presse, à micro fermé, lorsque l'organiste du Comiskey Park, Nancy Faust, jouait la mélodie pour le public. Le producteur de la station de radio WMAQ, diffuseur des matchs des White Sox, décida un jour de laisser le microphone de Caray ouvert, sans que celui-ci ne le sache.
La tradition s'élève réellement au rang de classique lorsque Caray la transporte en 1981 au Wrigley Field lors des matchs des Cubs. Sa spécificité est de lancer la ritournelle par « Ah-One, Ah-Two, Ah-Three », puis de diriger son micro vers la foule pour l'inviter à chanter avec lui. Caray et le public remplaçaient le passage « root for the home team » par « root for the Cubbies » et concluait généralement la chanson par un appel à l'action : Let's get some runs! (« Marquons des points ! »).
Après la mort de Caray en 1998, les Cubs prirent l'habitude d'inviter diverses personnalités à chanter Take Me Out to the Ball Game à la pause de la septième manche, une expérience aux résultats mitigés qui use la patience des partisans au fil des années,,. En 2013, les Cubs annoncent qu'ils n'inviteront que des personnalités de Chicago à la septième manche. En 2015, à la suite d'importants travaux de rénovation, le Wrigley Field s'équipe du Jumbotron, un tableau d'affichage électronique de 12,8 mètres de haut par 29 mètres de long. Quelques mois après le dévoilement du tableau, et à la demande populaire, les Cubs commencent à diffuser des images d'archives de Caray chantant à la pause de la septième manche,.

### Style et personnalité
Harry Caray est connu pour son expression fétiche Holy Cow! (« vache sacrée » en français), qui en anglais se veut un euphémisme poli pour des expressions telles Holy Christ ou Holy Shit. Selon son autobiographie, incidemment titrée Holy Cow!, Caray l'adopte dès le début de sa carrière à la radio à Kalamazoo, afin, dit-il, d'en faire une habitude qui lui évitera de dire une grossièreté en ondes par inadvertance.
Caray était également connu pour être ouvertement partisan des équipes dont il décrivait les matchs, et résumait sa philosophie par : « je décrit les matchs de la façon dont un fan les décrirait ». Dans une interview en 1968 au magazine Sports Illustrated intitulée Quand Harry Caray était un rebelle avec un micro (When Harry Caray Was A Rebel With A Microphone), il dit avoir en horreur ce qu'il appelle « l'ère blasée de la radiodiffusion » des matchs de baseball (This blasé era of broadcasting). À travers six décennies, aussi bien à Saint-Louis qu'à Chicago, Caray détonne du paysage médiatique par sa personnalité enthousiaste et ses excentricités, un style qui lui attire des inimitiés parmi les animateurs au style plus conservateur, mais qui lui vaut l'indéfectible amitié des supporteurs des Cardinals, des White Sox et, en particulier, des Cubs.

Harry Caray en 1951 devant un micro commandité par la brasserie Griesedieck Brothers de Saint-Louis.

Son style décontracté au micro s'exprime aussi par son amusement des noms de joueurs qu'il juge inusité, et son habitude d'informer à l'occasion ses auditeurs de la sonorité de ces noms lorsque prononcés à l'envers,. En 1987, à son retour après un accident vasculaire cérébral, il s'amuse de confondre en ondes les noms de famille plus ou moins similaires de trois joueurs des Cubs cette année-là : Ryne Sandberg, Jim Sundberg et Scott Sanderson, qui occasionnellement étaient baptisés « Syne Randberg », sans que l'auditeur n'y comprenne quoi que ce soit.
La vie personnelle de Caray fait aussi de lui un personnage bien visible en société, où il est parfois surnommé « le maire de Rush Street », en référence aux nombreux bars situés sur cette rue de Chicago. Son penchant pour l'alcool est bien connu et documenté. Il fait d'abord les délices de la famille Busch, propriétaires de la brasserie du même nom et des Cardinals de Saint-Louis, qui ne dédaignent pas les réclames en ondes de leurs bières. Au Comiskey Park, il lève volontiers le coude avec les supporteurs des White Sox tout en travaillant assis dans les estrades populaires. Il est sponsorisé par 7 marques de bière au cours de sa carrière : Griesedieck Brothers (Saint-Louis), Busch Bavarian (Saint-Louis), Budweiser (Saint-Louis et Chicago), Falstaff (Chicago) et G. Heileman (Chicago). Dans les années 1980, il apparaît sous les traits de Bud Man dans les publicités de Budweiser. Ses commanditaires l'envoient également mousser ses produits dans les pubs de quartier, une situation idéale pour l'annonceur des Cubs, le quartier Wrigleyville, entourant le Wrigley Field de Chicago, abritant plusieurs bars. Après chaque match, en après-midi ou de soir, à Chicago ou à l'extérieur, Caray sortait pour manger et boire, et la légende veut que certains restaurants et bistrots à travers les villes des Ligues majeures demeuraient ouverts hors des heures d'affaires pour accommoder les excès de l'annonceur des Cubs.
En 2014, le Chicago Sun-Times met la main sur le comte de dépenses de Caray pour l'année 1972, à l'époque où il était à l'emploi des White Sox de Chicago. Le journal note que Caray a déduit cette année-là des dépenses en alcool engagées dans des bars de Chicago et des villes visitées par les White Sox pendant 288 jours consécutifs. Avant le début de ses vacances la veille de Noël, Caray avait selon le registre passé 354 des 357 jours précédents dans les bars,.

### Vie personnelle
Harry Caray fut marié à deux reprises et eut cinq enfants. Il eut deux fils et une fille de sa première épouse, Dorothy. Il convole en secondes noces avec Dolores « Dutchie » Goldmann le 19 mai 1975 et le couple, parent de deux enfants, demeure marié jusqu'à la mort de Caray. Son fils Skip Caray (1939-2008) et le fils de celui-ci, Chip Caray (né en 1965) sont tous deux commentateurs sportifs. Harry Caray est l'oncle de l'acteur Tim Dunigan.
Le 14 février 1998, Harry Caray souffre d'un malaise dans une boîte de nuit de Rancho Mirage, en Californie, durant un souper de Saint-Valentin avec son épouse. Il meurt le 18 février à l'âge de 83 ans. Ses funérailles sont célébrées le 27 février 1998, deux jours avant ce qui aurait été son 84e anniversaire, à la cathédrale du Saint-Nom de Chicago, en présence de nombreuses personnalités du sport, du maire de Chicago Richard Daley et du gouverneur de l'Illinois Jim Edgar. À ses obsèques, décrites par la presse comme « festives », un avion qui vole au-dessus de la cathédrale déploie une bannière sur laquelle est écrite « Heaventh Inning Stretch », un jeu de mots avec seventh (« septième » comme dans pause de la septième manche) et paradis (heaven en anglais).

## Honneurs

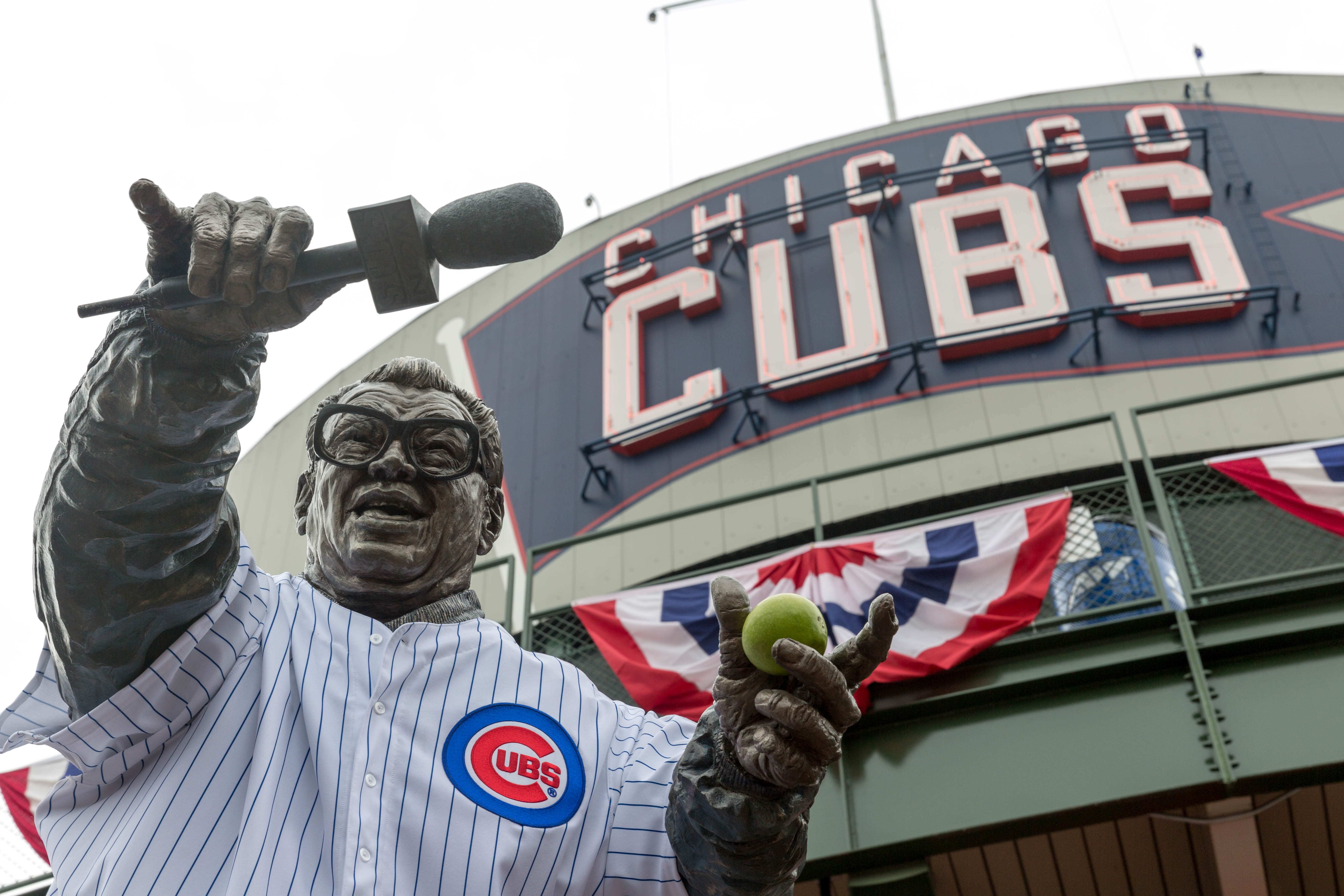
La statue de Harry Caray habillée d'une chemise des Cubs, devant le Wrigley Field de Chicago le 28 octobre 2016.

Harry Caray reçoit en 1989 le prix Ford C. Frick décerné par le Temple de la renommée du baseball.
Sept fois de suite élu Radiodiffuseur de baseball de l'année (Baseball Broadcaster of the Year) par The Sporting News, il est élu au National Radio Hall of Fame (en) en 1990.
Une statue de Harry Caray réalisée par Julie Rotblatt-Amrany et Omri Amrany est érigée en 1999 devant l'entrée principale du Wrigley Field, au coin des rues Sheffield et Waveland. En 2010, la statue est déplacée à l'angle des rues Addison et Sheffield, devant l'entrée des estrades populaires du stade.

## Dans la culture populaire
La régie sur la galerie de presse du Wrigley Field de Chicago, où prennent place les animateurs de radio et de télévision durant les matchs des Cubs, est surplombé d'une caricature esquissant le visage de Harry Caray et ses éternelles lunettes à grosse monture noire, qui le rendaient aisément reconnaissable.
En 1998, le joueur vedette des Cubs Sammy Sosa honore Caray en faisant le signe V après chacun de ses 66 coups de circuit, alors le second plus haut total de l'histoire dans une seule saison.
Harry Caray a été imité de nombreuses fois, notamment par Will Ferrell, qui en fit un personnage récurrent de Saturday Night Live.
Quelques joueurs de baseball ont imité Caray à l'invitation de chaînes de télévision lors de matchs de baseball, notamment l'ancien joueur des Cubs Ryan Dempster, Derek Holland et Will Ohman.
La voix de Caray est entendue dans la populaire comédie de 1986 Ferris Bueller's Day Off.
En 2008, une série de publicités pour AT&T est diffusée dans la région de Chicago mettant en vedette le comédien John Caponera imitant Harry Caray. La campagne est mal reçue du public et retirée à la suite, notamment, des critiques de Dutchie Caray, veuve de l'animateur, qui s'en dit « dégoutée ».

## Restaurants
Le Harry Caray's Italian Steakhouse a ouvert en 1987 à Chicago et la franchise, administrée par Harry Caray's Restaurant Group, a au fil des ans établi plusieurs autres restaurants dans les environs de la ville.